# Итурриза, Виктор
Виктор Итурриза (порт. Victor Manuel Iturriza Álvarez; род. 22 мая 1990, Гавана) — португальский гандболист кубинского происхождения, выступает за гандбольный клуб «Порту» и сборную Португалии по гандболу. Участник летних Олимпийских игр 2020 года.

## Карьера

### Клубная
Виктор Итурриза играл за португальскую команду второго дивизиона «Associação Artística de Avanca» с 2014 года. В 2016 году перешёл в «Порту». Вместе с этим клубом выигрывал чемпионаты Португалии в 2019, 2021, 2022 и 2023 годах, Кубок в 2019 и 2021 годах и Суперкубок в 2019 и 2021 годах. В Кубке ЕГФ 2018/19 годов дошёл до полуфинала. Несколько сезонов участвовал в Лиге чемпионов ЕГФ.

### Международная карьера в сборной
Из-за задержки с получением гражданства на две недели Итурриза не смог принять участие в чемпионате Европы 2020 года в составе сборной Португалии. В составе взрослой сборной Португалии Итурриза дебютировал только 4 ноября 2020 года в матче против Израиля (31:22).
Входил в заявку Португалии и сыграл на чемпионате мира 2021 года (10-е место), на Олимпийских играх 2021 года в Токио (9-е место) и на чемпионат Европы 2022 года (19-е место).
В 2025 году принимал участие в играх чемпионата мира, который проходил в трёх странах. В составе сборной впервые в истории португальского гандбола вышел в полуфинал турнира. В упорном матче четвертьфинала в дополнительное время португальцы одолели сборную Германии. Португалия на этом турнире заняла четвёртое место, а Виктор стал игроком символической сборной турнира — лучшим линейным.